# Estación Hospital Las Higueras
Hospital Las Higueras es una estación ubicada en la comuna de Talcahuano, forma parte de la Línea 1 (L1) del Biotrén. 

## Historia
Se ubica en el ramal San Rosendo - Talcahuano. Su boletería y acceso se encuentra en el cruce de calle Carlos Dittborn con calle Daniel Peine, y colinda al oriente con calle Germán Riesco entre la calle Ignacio Carrera Pinto y la calle Zenteno. Se ubica dentro del sector de Las Higueras, beneficiando también al sector de Las Salinas, se pueden encontrar en esta Estación, a 400 m del Hospital Las Higueras por calle Peine, Club Deportivo Huachipato y el Estadio CAP.

## Servicios

### Actuales
Desde la década de 1990 la estación presta servicios entre Talcahuano, Concepción y Laja. Es para el 1 de mayo de 2008 que inician los servicios del actual tren Talcahuano-Laja. El servicio presta ocho servicios diarios.